# Mayridia clodia
Mayridia clodia är en stekelart som beskrevs av Sharkov 1995. Mayridia clodia ingår i släktet Mayridia och familjen sköldlussteklar. Inga underarter finns listade i Catalogue of Life.